# 劉顯 (南朝)
刘显（481年—543年），字嗣芳，沛国相县（今安徽濉溪西北）人，南朝梁诗人。
刘显幼年聪明，当世号称神童，好学，博览群书，甚为当时的名流推重。曾经作《上朝诗》，沈约在新宅的墙壁上题写。刘显为州举秀才，历任著作佐郎、尚书仪曹郎、中书通事舍人、国子博士。最后刘显官至戎昭将军而卒。

## 延伸阅读
[在维基数据编辑]
 《梁書/卷40》，出自姚思廉《梁書》